# Jošani
Jošani su selo koje je udaljeno 7 kilometara od Udbine. 

## Povijest
Crkva svetog Ivana u Jošanu, postoji od 15. stoljeća, doturskog doba, tada pod Krbavskom biskupijom. Služila je katoličkim vjernicima hrvatskog sela Jelšane, kasnije prozvanog Jošan. Nakon oslobađanja tog kraja od Turaka, u mjesto doseljavaju i pravoslavci pa su kasnije tu služili pravoslavni svećenici iz obitelji Budisavljević.

## Promet
Kroz selo prolazi cesta koja spaja Split i Zagreb.

## Gospodarstvo
U Jošanima je smještena najveća farma simentalskih goveda u županiji i šire. [nedostaje izvor]

## Stanovništvo
Stanovništvo se uglavnom bavi stočarstvom i ratarstvom. Većina mladih se preselila u veća središta.
| broj stanovnika | 1473  | 1704  | 1451  | 1715  | 1767  | 1493  | 1475  | 1347  | 698   | 693   | 627   | 504   | 289   | 227   | 67    | 66    | 38    |
|                 | 1857. | 1869. | 1880. | 1890. | 1900. | 1910. | 1921. | 1931. | 1948. | 1953. | 1961. | 1971. | 1981. | 1991. | 2001. | 2011. | 2021. |

## Poznate osobe
- Ilija Radaković, narodni heroj SFRJ, zamenik načelnika Generalštaba JNA i predsjednik JSD Partizan
- Dragica Končar, narodni heroj SFRJ i supruga Rada Končara
- Mićo Radaković, narodni heroj SFRJ
- Dane Banjanin, poznati mecena i veletrgovac